# (11795) Fredrikbruhn
(11795) Fredrikbruhn (1979 QM1) – planetoida z pasa głównego asteroid okrążająca Słońce w ciągu 4,86 lat w średniej odległości 2,87 j.a. Odkryta 22 sierpnia 1979 roku.